# Fatima Aziz
Fatima Aziz (Dari: فاطمه عزیز; Pashto: فاطمهٔ عزيز; Kunduz, 1973 - 12 de març de 2021) va ser una metgessa i política afganesa. El 2005 va ser elegida a la cambra baixa del parlament com a representant de la província de Kunduz en les primeres eleccions parlamentàries lliures de l'Afganistan en dècades. Va ser reelegida a les eleccions del 2010 i del 2018. Va exercir de parlamentària fins a la seva mort per càncer el 2021.

## Educació
Fatima Aziz va néixer el 1973 a Abdula Aziz, a la província de Kunduz, Afganistan. Era una Tadjics afganesa. El 1987 va completar els seus estudis secundaris a l'escola secundària Naswan de Kunduz. Va obtenir una llicenciatura en medicina a la Universitat de Medicina de Kabul el 1993.

## Carrera
Durant 13 anys, Aziz va treballar en medicina materno-fetal als hospitals Wazir Akbar Khan i Malalai de Kabul. També va treballar per a organitzacions no governamentals i l’ ACNUR. Després de la guerra de l'Afganistan del 2001, Aziz va ser elegida membre independent del parlament (diputat) a la cambra baixa del parlament, en representació de la província de Kunduz. Va formar part de la Loya Jirga del 2002. Durant les eleccions de Wolesi Jirga del 2005, Aziz va rebre 4.725 vots. Va ser vicepresidenta del comitè de comunicacions, transport, desenvolupament urbanístic i municipis. Aziz va ser reelegida en les eleccions posteriors durant la Jirga de la pau afganesa de 2010 i 2018. Va ser una de les primeres dones elegides a l' Assemblea Nacional després de la caiguda dels talibans.
Coneguda per les seves postures liberals i la seva defensa de la igualtat de gènere, els seus comentaris al parlament van generar controvèrsia. Com a representant de Kunduz, Aziz va criticar la Direcció Nacional de Seguretat després d'una sèrie d'atacs talibans coordinats el 2012. Va proporcionar informació als mitjans internacionals durant la batalla de Kunduz el 2015. Va fugir de la ciutat amb la seva família a causa de la batalla. Mentre els talibans ocupaven la ciutat, va fer campanya per l'alliberament de la ciutat al govern afganès i a la comunitat internacional, alhora que cridava l'atenció sobre la situació humanitària sobre el terreny. Aziz va dir que la participació electoral a Kunduz per a les eleccions presidencials afganeses del 2019 era baixa a causa de problemes de seguretat a la regió. Durant la pandèmia COVID-19 a l'Afganistan, pensava que la corrupció i els fracassos governamentals havien provocar una escassetat de tancs d'oxigen.

## Vida personal
La primera llengua d’Aziz era el darí i també parlava Paixtu, anglès i urdú. Estava casada amb un enginyer i tenia dues filles i dos fills. El seu germà era representant al Ministeri d'Economia de Kunduz. El 2020, Aziz va donar positiu de COVID-19 i va publicar un vídeo seu al llit amb un tub d’oxigen. Va morir de càncer el 12 de març de 2021 en un hospital de Suïssa.